# ديستن
ديستن (بالإنجليزية: Destin)‏ هي مدينة أمريكية تقع في ولاية فلوريدا. تبلغ مساحة هذه المدينة 21.2 (كم²)،ويبلغ عدد سكانها 11119 نسمة حسب إحصاء سنة 2010 م 11119.تشير إحصاءات سنة 2000م بأن الكثافة السكانية في هذه المدينة تقدر بـ(543.5) نسمة/كم2 

## المناخ
يظهر الجدول التالي التغييرات المناخية على مدار السنة لديستن:
| البيانات المناخية لـديستن         | البيانات المناخية لـديستن | البيانات المناخية لـديستن | البيانات المناخية لـديستن | البيانات المناخية لـديستن | البيانات المناخية لـديستن | البيانات المناخية لـديستن | البيانات المناخية لـديستن | البيانات المناخية لـديستن | البيانات المناخية لـديستن | البيانات المناخية لـديستن | البيانات المناخية لـديستن | البيانات المناخية لـديستن | البيانات المناخية لـديستن |
| الشهر                             | يناير                     | فبراير                    | مارس                      | أبريل                     | مايو                      | يونيو                     | يوليو                     | أغسطس                     | سبتمبر                    | أكتوبر                    | نوفمبر                    | ديسمبر                    | المعدل السنوي             |
| --------------------------------- | ------------------------- | ------------------------- | ------------------------- | ------------------------- | ------------------------- | ------------------------- | ------------------------- | ------------------------- | ------------------------- | ------------------------- | ------------------------- | ------------------------- | ------------------------- |
| متوسط درجة الحرارة الكبرى °ف (°م) | 61 (16)                   | 63 (17)                   | 68 (20)                   | 74 (23)                   | 82 (28)                   | 87 (31)                   | 89 (32)                   | 89 (32)                   | 86 (30)                   | 79 (26)                   | 70 (21)                   | 62 (17)                   | 75.8 (24.3)               |
| متوسط درجة الحرارة الصغرى °ف (°م) | 45 (7)                    | 47 (8)                    | 53 (12)                   | 60 (16)                   | 68 (20)                   | 75 (24)                   | 77 (25)                   | 76 (24)                   | 72 (22)                   | 63 (17)                   | 54 (12)                   | 47 (8)                    | 61.4 (16.3)               |
| الهطول إنش (مم)                   | 5.08 (129)                | 5.28 (134)                | 6.06 (154)                | 4.25 (108)                | 3.31 (84)                 | 5.51 (140)                | 7.95 (202)                | 6.73 (171)                | 5.16 (131)                | 3.82 (97)                 | 4.61 (117)                | 4.61 (117)                | 62.37 (1٬584)             |
| المصدر: US Climate Data           |                           |                           |                           |                           |                           |                           |                           |                           |                           |                           |                           |                           |                           |